# Anió (àtom)

Anió clorur.

Un anió és un ió amb càrrega elèctrica negativa, és a dir, que ha guanyat més electrons. Els anions monoatòmics es descriuen amb un estat d'oxidació negatiu. Els anions poliatòmics es descriuen com un conjunt d'àtoms units amb una càrrega elèctrica global negativa, variant els seus estats d'oxidació individuals.

## Tipus
Hi ha dos tipus d'anions: monoatòmics i poliatòmics.

### Anions poliatòmics
Es poden considerar com a precedents d'una molècula que ha perdut protons, o d'un àcid que ha guanyat protons.

#### Nomenclatura tradicional
Es nomenen amb la paraula ió o anió, seguida del nom del metall acabat en -ito si actua amb la covalència major o en -lligo si actua amb la valència menor. Exemple:
| Substància | Nom           |
| ---------- | ------------- |
| H₂SO₃      | Àcid sulfurós |
| SO₃2-      | Anió sulfit   |
| H₂SO4      | Àcid sulfúric |
| SO42-      | Anió sulfat   |

#### Nomenclatura sistemàtica
Es nomenen com els àcids però anteposant la paraula ió o anió, i traient "d'hidrogen". Exemple:
| Substància | Nom                             |
| ---------- | ------------------------------- |
| H₂SO₃      | Trioxosulfat (IV) d'hidrogen    |
| SO₃2-      | Anió trioxosulfat (IV)          |
| H₂SO4      | Tetraoxosulfat (VI) d'hidrogen  |
| SO42-      | Anió tetraoxosulfat (VI)        |
| HNO₂       | Dioxonitrat (III) d'hidrogen    |
| NO₂-       | Anió dioxonitrat (III)          |
| HClO4      | Tetraoxoclorat (VII) d'hidrogen |
| ClO4-      | Anió tetraoxoclorat (VII)       |

### Anions àcids

Provenen d'un àcid polipròtic que ha perdut part dels seus àtoms d'hidrogen com a protons. Els Àcids polipròtics (o Àcids polibàsics) són àcids que tenen més d'un hidrogen ionitzable.

#### Nomenclatura tradicional
Es nomenen com l'ió corresponent, però afegint la paraula àcid i utilitzant prefixos multiplicadors quan hi hagi més d'un.
| Substància | Nom                  |
| ---------- | -------------------- |
| H₃PO4      | Àcid fosfòric        |
| H₂PO4-     | Anió fosfat diàcid   |
| HPO42-     | Anió fosfat monoàcid |
| PO43-      | Anió fosfat          |
| H₂SO₃      | Àcid sulfurós        |
| HSO₃-      | Anió sulfit àcid     |
| SO₃2-      | Anió sulfit          |

Pels àcids dipròtics (amb dos hidrògens en la seva fórmula) es manté encara en el comerç i la indústria un sistema de nomenclatura antic, però no recomanat. Consisteix a nomenar l'anió amb el prefix bi-.
| Substància | Nom             |
| ---------- | --------------- |
| H₂CO₃      | Àcid carbònic   |
| HCO₃-      | Anió bicarbonat |
| CO₃2-      | Anió carbonat   |
| H₂SO₃      | Àcid sulfurós   |
| HSO₃-      | Anió bisulfit   |
| SO₃2-      | Anió sulfit     |
| H₂SO4      | Àcid sulfúric   |
| HSO4-      | Anió bisulfat   |
| SO42-      | Anió sulfat     |

#### Nomenclatura sistemàtica
Es nomenen com l'ió corresponent, però anteposant el prefix hidrogen- amb el prefix multiplicador corresponent.
| Substància | Nom                                 |
| ---------- | ----------------------------------- |
| H₃PO4      | Tetraoxofosfat (V) d'hidrogen       |
| H₂PO4-     | Anió dihidrogentetraoxofosfat (V)   |
| HPO42-     | Anió monohidrogentetraoxofosfat (V) |
| PO43-      | Anió tetraoxofosfat (V)             |
| H₂SO₃      | Trioxosulfat (IV) d'hidrogen        |
| SO₃2-      | Anió trioxosulfat (IV)              |

Per a una millor comprensió realitzem un esquema de classificació, degut a que no és una classificació rígida.

## Esquema de classificació

### Classe (A)
Desprenen gasos amb l'àcid clorhídric o sulfúric diluït: carbonat, bicarbonat, sulfit, tiosulfat, sulfur, nitrit, hipoclorit, cianur i cianat. Estan inclosos els del (I) amb l'agregat dels següents: florur, clorur, bromur, iodur, nitrat, clorat, perclorat, bromat i yodat, borat *, ferrocianur, ferricianur, tiocianat, formiat, acetat, oxalat , tartrat i citrat.

### Classe (B)
Reaccions de precipitació: sulfat, persulfat **, fosfat, fosfit, hipofosfit, arseniat, arsenit, silicat, fluorosilicat, salicilat, benzoat i succinat. Reaccions d'oxidació i reducció en dissolució: manganat, permanganat, cromat i dicromat.

## Anions comuns
| Nom formal              | Fórmula        | Nom alternatiu |
| Anions simples          | Anions simples | Anions simples |
| ----------------------- | -------------- | -------------- |
| Arsenur                 | As3−           |                |
| Azida                   | N₃−            |                |
| Bromur                  | Br−            |                |
| Carbur                  | C4−            |                |
| Clorur                  | Cl−            |                |
| Fluorur                 | F−             |                |
| Fosfur                  | P3−            |                |
| Hidrur                  | H−             |                |
| Nitrur                  | N3−            |                |
| Òxid                    | O2−            |                |
| Peròxid                 | O₂2−           |                |
| Sulfur                  | S2−            |                |
| Iodur                   | I−             |                |
| Oxoanions               |                |                |
| Arsenat                 | AsO43−         |                |
| Arsenit                 | AsO₃3−         |                |
| Borat                   | BO₃3−          |                |
| Bromat                  | BrO₃−          |                |
| Hipobromit              | BrO−           |                |
| Carbonat                | CO₃2−          |                |
| Hidrogencarbonat        | HCO₃−          | Bicarbonat     |
| Clorat                  | ClO₃−          |                |
| Perclorat               | ClO4−          |                |
| Clorit                  | ClO₂−          |                |
| Hipoclorit              | ClO−           |                |
| Cromat                  | CrO42−         |                |
| Dicromat                | Cr₂O72−        |                |
| Iodat                   | IO₃−           |                |
| Nitrat                  | NO₃−           |                |
| Nitrit                  | NO₂−           |                |
| Fosfat                  | PO43−          |                |
| Hidrogenfosfat          | HPO42−         |                |
| Dihidrogenfosfat        | H₂PO4−         |                |
| Permanganat             | MnO4−          |                |
| Fosfonat                | PO₃3−          |                |
| Sulfat                  | SO42−          |                |
| Tiosulfat               | S₂O₃2−         |                |
| Hidrogensulfat          | HSO4−          | Bisulfat       |
| Sulfit                  | SO₃2−          |                |
| Hidrogensulfit          | HSO₃−          | Bisulfit       |
| Anions d'àcids orgànics |                |                |
| Acetat                  | C₂H₃O₂−        |                |
| Format                  | HCO₂−          |                |
| Oxalat                  | C₂O42−         |                |
| Hidrogenoxalat          | HC₂O4−         | Bioxalat       |
| Altres anions           |                |                |
| Hidrogensulfur          | HS−            | Bisulfur       |
| Tel·lurur               | Te2−           |                |
| Amidur                  | NH₂−           |                |
| Cianat                  | OCN−           |                |
| Tiocianat               | SCN−           |                |
| Cianur                  | CN−            |                |
| Hidròxid                | OH−            |                |

## Marxa analítica dels anions més comuns
Els anions més freqüents en un laboratori no es poden separar de forma tan clara com els cations. La major part de les vegades s'identificaran de manera directa, mentre que unes altres se separaran en grans grups precipitant amb cations i, a partir d'aquests precipitats, s'identifiquen aquests anions. No obstant això, en laboratori és bastant més difícil analitzar els anions presents que els cations. Generalment, en el laboratori, la marxa analítica d'anions es fa primer eliminant tots els cations existents precipitant amb hidròxid de sodi o carbonat de sodi. A continuació es fan tres assajos preliminars.
Les sals típicament estan formades per cations i anions (encara que l'enllaç mai és purament iònic, sempre hi ha una contribució covalent).
- Acetat.
- L'ADN és un anió.
- Moltes proteïnes són aniòniques a pH fisiològic.